# Kendrick Lamar díjai és jelölései
Kendrick Lamar amerikai rapper karrierje során 160 díjat nyert el, 399 jelölésből. Ezek közé tartozik 22 Grammy-díj, hat Billboard Music Award és egy ASCAP Vanguard Award zeneszerzőként végzett munkájáért.
A 2014-es Grammy-gálán Lamar hét jelölést nyert el, amelyek közé tartozott az Év albuma kategória is. Egy évvel később, az 57. Grammy-gálán elnyerte a Legjobb rapdal és a Legjobb rap teljesítmény díjakat i című daláért. A 2016-os Grammy-gálán nyerte el második jelölését azt Év albumáért a To Pimp a Butterfly lemezével és ő kapta azon estén a legtöbb jelölést, tizenegyet. Ez azt is jelentette, hogy ő a rapper a legtöbb jelöléssel egy gálán a díjátadó történetében. Öt díjat nyert el azon este, a To Pimp a Butterflyért, illetve annak két kislemezéért, az Alrightért, a These Wallsért és a Taylor Swifttel való közreműködésért, a Bad Bloodért. 2015-ben megkapta a Kaliforniai Állami Szenátustól a Generációs Ikon-díjat Isadore Hall III szenátornak köszönhetően. Kapott egy Pulitzer-díjat munkájáért, az első nem jazz vagy nem klasszikus zenei művel, amely elnyerte a díjat. A 2018-as Grammy-gálán öt díjat nyert el DAMN. albumával és annak HUMBLE., illetve LOYALTY. dalaival.

## African-American Film Critics Association
| Év   | Jelölt/Munka  | Kategória           | Eredmény | For.  |
| ---- | ------------- | ------------------- | -------- | ----- |
| 2018 | All the Stars | Legjobb eredeti dal | Elnyerte | [ 1 ] |

## AICE Awards
| Év   | Jelölt/Munka                                | Kategória                          | Eredmény | For.  |
| ---- | ------------------------------------------- | ---------------------------------- | -------- | ----- |
| 2016 | Kendrick Lamar – Compton: Witness Greatness | Legjobb montázs                    | Jelölve  | [ 2 ] |
| 2016 | Kendrick Lamar – Compton: Witness Greatness | Digitális tartalom (több, mint 90) | Jelölve  | [ 2 ] |
| 2018 | Humble                                      | Legjobb videóklip                  | Elnyerte | [ 3 ] |
| 2018 | Humble                                      | Legjobb színkorrekció – Videóklip  | Jelölve  | [ 3 ] |
| 2018 | Element                                     | Legjobb színkorrekció – Videóklip  | Jelölve  | [ 3 ] |

## American Music Awards
| Év   | Jelölt/Munka                      | Kategória                 | Eredmény | For.  |
| ---- | --------------------------------- | ------------------------- | -------- | ----- |
| 2013 | Good Kid, M.A.A.D City            | Kedvenc Rap/Hiphop album  | Jelölve  | [ 4 ] |
| 2015 | Bad Blood (Taylor Swifttel)       | Az év közreműködése       | Jelölve  | [ 5 ] |
| 2017 | Don’t Wanna Know (a Maroon 5-val) | Az év közreműködése       | Jelölve  | [ 6 ] |
| 2017 | Kendrick Lamar                    | Az év előadója            | Jelölve  | [ 6 ] |
| 2017 | Kendrick Lamar                    | Kedvenc Rap/Hiphop előadó | Jelölve  | [ 6 ] |
| 2017 | Humble                            | Kedvenc Rap/Hiphop dal    | Jelölve  | [ 6 ] |
| 2017 | Damn                              | Kedvenc Rap/Hiphop album  | Elnyerte | [ 6 ] |
| 2018 | Black Panther                     | Legjobb filmzene          | Elnyerte | [ 7 ] |

## ARIA Music Awards
| Év   | Jelölt/Munka          | Kategória                 | Eredmény | For.  |
| ---- | --------------------- | ------------------------- | -------- | ----- |
| 2017 | Kendrick Lamar        | Legjobb nemzetközi előadó | Jelölve  | [ 8 ] |
| 2017 | The Greatest (Siával) | Az év dala                | Jelölve  | [ 8 ] |

## ASCAP

### ASCAP Rhythm & Soul Music Awards
| Év   | Jelölt/Munka              | Kategória                        | Eredmény | For.   |
| ---- | ------------------------- | -------------------------------- | -------- | ------ |
| 2013 | Kendrick Lamar            | Vanguard-díj                     | Elnyerte |        |
| 2014 | Bitch, Don’t Kill My Vibe | Díjazott R&B/hiphop dalok        | Elnyerte | [ 9 ]  |
| 2014 | Fuckin’ Problems          | Díjazott R&B/hiphop dalok        | Elnyerte | [ 9 ]  |
| 2014 | Give It 2 U               | Díjazott R&B/hiphop dalok        | Elnyerte | [ 9 ]  |
| 2014 | Poetic Justice            | Díjazott R&B/hiphop dalok        | Elnyerte | [ 9 ]  |
| 2014 | Swimming Pools (Drank)    | Díjazott R&B/hiphop dalok        | Elnyerte | [ 9 ]  |
| 2014 | Fuckin’ Problems          | Díjazott rapdalok                | Elnyerte | [ 9 ]  |
| 2014 | Swimming Pools (Drank)    | Díjazott rapdalok                | Elnyerte | [ 9 ]  |
| 2016 | All Day                   | Díjazott R&B/hiphop- és rapdalok | Elnyerte | [ 10 ] |
| 2018 | Goosebumps                | Díjazott R&B/hiphop dalok        | Elnyerte | [ 11 ] |
| 2018 | Humble                    | Díjazott R&B/hiphop dalok        | Elnyerte | [ 11 ] |
| 2018 | Loyalty                   | Díjazott R&B/hiphop dalok        | Elnyerte | [ 11 ] |
| 2018 | Loyalty                   | Díjazott rapdalok                | Elnyerte | [ 11 ] |
| 2018 | Goosebumps                | Díjazott rapdalok                | Elnyerte | [ 11 ] |
| 2018 | Humble                    | Legjobb rapdal                   | Elnyerte | [ 11 ] |

### ASCAP Pop Music Awards
| Év   | Jelölt/Munka                      | Kategória                  | Eredmény | For.   |
| ---- | --------------------------------- | -------------------------- | -------- | ------ |
| 2016 | Bad Blood (Taylor Swifttel)       | Legtöbbször előadott dalok | Elnyerte | [ 12 ] |
| 2018 | Don’t Wanna Know (a Maroon 5-val) | Legtöbbször előadott dalok | Elnyerte | [ 13 ] |
| 2018 | The Greatest (Siával)             | Legtöbbször előadott dalok | Elnyerte | [ 13 ] |
| 2018 | Humble                            | Legtöbbször előadott dalok | Elnyerte | [ 13 ] |

## BBC Music Awards
| Év   | Jelölt/Munka   | Kategória      | Eredmény | For.   |
| ---- | -------------- | -------------- | -------- | ------ |
| 2017 | Kendrick Lamar | Az év előadója | Jelölve  | [ 14 ] |

## Berlin Music Awards
| Év   | Jelölt/Munka | Kategória       | Eredmény | For.   |
| ---- | ------------ | --------------- | -------- | ------ |
| 2016 | Alright      | Legjobb rendező | Elnyerte | [ 15 ] |

## BET Awards
| Év   | Jelölt/Munka                                               | Kategória                      | Eredmény | For.   |
| ---- | ---------------------------------------------------------- | ------------------------------ | -------- | ------ |
| 2013 | Kendrick Lamar                                             | Legjobb új előadók             | Elnyerte | [ 16 ] |
| 2013 | Kendrick Lamar                                             | Legjobb férfi hiphopelőadó     | Elnyerte | [ 16 ] |
| 2013 | Fuckin’ Problems (ASAP Rockyval, Drake-kel és 2 Chainzzel) | Legjobb közreműködés           | Elnyerte | [ 16 ] |
| 2013 | Fuckin’ Problems (ASAP Rockyval, Drake-kel és 2 Chainzzel) | Coca-Cola Nézők választása díj | Jelölve  | [ 16 ] |
| 2013 | Fuckin’ Problems (ASAP Rockyval, Drake-kel és 2 Chainzzel) | Az év videója                  | Jelölve  | [ 16 ] |
| 2013 | Poetic Justice (Drake-kel)                                 | Az év videója                  | Jelölve  | [ 16 ] |
| 2013 | Poetic Justice (Drake-kel)                                 | Legjobb közreműködés           | Jelölve  | [ 16 ] |
| 2013 | Swimming Pools (Drank)                                     | Coca-Cola Nézők választása díj | Jelölve  | [ 16 ] |
| 2014 | Kendrick Lamar                                             | Legjobb férfi hiphopelőadó     | Jelölve  | [ 17 ] |
| 2015 | Kendrick Lamar                                             | Legjobb férfi hiphopelőadó     | Elnyerte | [ 18 ] |
| 2015 | i                                                          | Coca-Cola Nézők választása díj | Jelölve  | [ 18 ] |
| 2016 | Alright                                                    | Az év videója                  | Jelölve  | [ 19 ] |
| 2016 | Kendrick Lamar                                             | Legjobb férfi hiphopelőadó     | Jelölve  | [ 19 ] |
| 2017 | Freedom (Beyoncéval)                                       | Legjobb közreműködés           | Jelölve  | [ 20 ] |
| 2017 | Kendrick Lamar                                             | Legjobb férfi hiphopelőadó     | Elnyerte | [ 20 ] |
| 2018 | Kendrick Lamar                                             | Legjobb férfi hiphopelőadó     | Elnyerte | [ 21 ] |
| 2018 | Black Panther                                              | Az év albuma                   | Jelölve  | [ 21 ] |
| 2018 | Damn                                                       | Az év albuma                   | Elnyerte | [ 21 ] |
| 2018 | Humble                                                     | Az év videója                  | Jelölve  | [ 21 ] |
| 2018 | Humble                                                     | Coca-Cola Nézők választása díj | Jelölve  | [ 21 ] |
| 2018 | Loyalty (Rihannával)                                       | Legjobb közreműködés           | Jelölve  | [ 21 ] |

### BET Hip Hop Awards
| Év   | Jelölt/Munka              | Kategória                              | Eredmény |
| ---- | ------------------------- | -------------------------------------- | -------- |
| 2011 | Section.80                | Legjobb mixtape                        | Jelölve  |
| 2012 | Kendrick Lamar            | Az év dalszövegírója                   | Elnyerte |
| 2013 | Kendrick Lamar            | Az év dalszövegírója                   | Elnyerte |
| 2013 | Kendrick Lamar            | Legjobb hiphopstílus                   | Jelölve  |
| 2013 | Kendrick Lamar            | Legjobb fellépő                        | Jelölve  |
| 2013 | Kendrick Lamar            | Az év hustlerje                        | Jelölve  |
| 2013 | Kendrick Lamar            | Az év MVP-je                           | Elnyerte |
| 2013 | Good Kid, M.A.A.D City    | Az év albuma                           | Elnyerte |
| 2013 | Poetic Justice            | Legjobb közreműködés, duó vagy csoport | Jelölve  |
| 2013 | Fuckin’ Problems          | Legjobb közreműködés, duó vagy csoport | Elnyerte |
| 2013 | Fuckin’ Problems          | Legjobb hiphopvideó                    | Jelölve  |
| 2013 | Fuckin’ Problems          | Sweet 16: Legjobb vendégszereplés      | Elnyerte |
| 2013 | Fuckin’ Problems          | Az emberek bajnoka                     | Jelölve  |
| 2013 | Bitch, Don’t Kill My Vibe | Az emberek bajnoka                     | Jelölve  |
| 2013 | Bitch, Don’t Kill My Vibe | Legjobb hiphopvideó                    | Jelölve  |
| 2014 | Control                   | Sweet 16: Legjobb vendégszereplés      | Elnyerte |
| 2014 | Kendrick Lamar            | Legjobb fellépő                        | Jelölve  |
| 2014 | Kendrick Lamar            | Az év dalszövegírója                   | Elnyerte |
| 2015 | Kendrick Lamar            | Az év dalszövegírója                   | Elnyerte |
| 2015 | Kendrick Lamar            | Legjobb fellépő                        | Jelölve  |
| 2015 | Kendrick Lamar            | Az év MVP-je                           | Jelölve  |
| 2015 | To Pimp a Butterfly       | Az év albuma                           | Jelölve  |
| 2015 | Alright                   | Legjobb hiphopvideó                    | Elnyerte |
| 2015 | Alright                   | Befolyásos dal                         | Elnyerte |
| 2015 | i                         | Az emberek bajnoka                     | Jelölve  |
| 2015 | Classic Man (Remix)       | Sweet 16: Legjobb vendégszereplés      | Jelölve  |
| 2016 | Freedom                   | Sweet 16: Legjobb vendégszereplés      | Elnyerte |
| 2016 | Kendrick Lamar            | Legjobb fellépő                        | Elnyerte |
| 2016 | Kendrick Lamar            | Az év dalszövegírója                   | Elnyerte |
| 2016 | Kendrick Lamar            | Az év MVP-je                           | Jelölve  |
| 2017 | Kendrick Lamar            | Hot Ticket-előadó                      | Elnyerte |
| 2017 | Kendrick Lamar            | Az év dalszövegírója                   | Elnyerte |
| 2017 | Kendrick Lamar            | Az év MVP-je                           | Jelölve  |
| 2017 | Kendrick Lamar            | Az év hustlerje                        | Jelölve  |
| 2017 | Humble                    | Legjobb hiphopvideó                    | Elnyerte |
| 2017 | Humble                    | Befolyásos dal                         | Jelölve  |
| 2017 | DNA                       | Befolyásos dal                         | Jelölve  |
| 2017 | Damn                      | Az év albuma                           | Elnyerte |
| 2018 | Kendrick Lamar            | Hot Ticket-előadó                      | Jelölve  |
| 2018 | Kendrick Lamar            | Az év dalszövegírója                   | Elnyerte |
| 2018 | Kendrick Lamar            | Az év hustlerje                        | Jelölve  |
| 2018 | Loyalty                   | Legjobb hiphopvideó                    | Jelölve  |
| 2018 | New Freezer               | Sweet 16: Legjobb vendégszereplés      | Jelölve  |

## BillboardMusic Awards
| Év   | Jelölt/Munka           | Kategória                            | Eredmény | For.   |
| ---- | ---------------------- | ------------------------------------ | -------- | ------ |
| 2013 | Good Kid, M.A.A.D City | Legjobb rapalbum                     | Jelölve  | [ 22 ] |
| 2016 | To Pimp a Butterfly    | Legjobb rapalbum                     | Jelölve  | [ 23 ] |
| 2018 | Kendrick Lamar         | Legjobb előadó                       | Jelölve  | [ 24 ] |
| 2018 | Kendrick Lamar         | Legjobb férfi előadó                 | Jelölve  | [ 24 ] |
| 2018 | Kendrick Lamar         | Legjobb Billboard 200-előadó         | Jelölve  | [ 24 ] |
| 2018 | Kendrick Lamar         | Legjobb Hot 100-előadó               | Jelölve  | [ 24 ] |
| 2018 | Kendrick Lamar         | Legtöbbször eladott dalok            | Jelölve  | [ 24 ] |
| 2018 | Kendrick Lamar         | Legtöbbször streamelt dalok          | Elnyerte | [ 24 ] |
| 2018 | Kendrick Lamar         | Legjobb rapelőadó                    | Elnyerte | [ 24 ] |
| 2018 | Kendrick Lamar         | Legjobb férfi rapelőadó              | Elnyerte | [ 24 ] |
| 2018 | Kendrick Lamar         | Legjobb rapturné                     | Jelölve  | [ 24 ] |
| 2018 | Humble                 | Legjobb Hot 100-dal                  | Jelölve  | [ 24 ] |
| 2018 | Humble                 | Legtöbbször streamelt dalok (audio)  | Elnyerte | [ 24 ] |
| 2018 | Humble                 | Legjobb rapdal                       | Jelölve  | [ 24 ] |
| 2018 | Damn                   | Legjobb Billboard 200-album          | Elnyerte | [ 24 ] |
| 2018 | Damn                   | Legtöbbet eladott album              | Jelölve  | [ 24 ] |
| 2018 | Damn                   | Legjobb rapalbum                     | Elnyerte | [ 24 ] |
| 2018 | Black Panther          | Legjobb filmzenei/szereposztás album | Jelölve  | [ 24 ] |

## Black Reel Awards
| Év   | Jelölt/Munka                             | Kategória                         | Eredmény | For.   |
| ---- | ---------------------------------------- | --------------------------------- | -------- | ------ |
| 2015 | It’s On Again (A csodálatos Pókember 2.) | Legjobb eredeti vagy adaptált dal | Jelölve  |        |
| 2019 | All the Stars                            | Kiemelkedő eredeti dal            | Elnyerte | [ 25 ] |
| 2019 | Pray for Me                              | Kiemelkedő eredeti dal            | Jelölve  | [ 25 ] |

## Brit Awards
| Év   | Jelölt/Munka   | Kategória                    | Eredmény | For.   |
| ---- | -------------- | ---------------------------- | -------- | ------ |
| 2016 | Kendrick Lamar | Nemzetközi férfi szólóelőadó | Jelölve  | [ 26 ] |
| 2018 | Kendrick Lamar | Nemzetközi férfi szólóelőadó | Elnyerte | [ 27 ] |

## BMI Awards

### BMI R&B/Hip-Hop Awards
| Év   | Jelölt/Munka  | Kategória                              | Eredmény | For.   |
| ---- | ------------- | -------------------------------------- | -------- | ------ |
| 2019 | All the Stars | 35 legtöbbet előadott R&B/hiphop dalok | Elnyerte | [ 28 ] |
| 2019 | Pray for Me   | 35 legtöbbet előadott R&B/hiphop dalok | Elnyerte | [ 28 ] |

### BMI Pop Awards
| Év   | Jelölt/Munka | Kategória      | Eredmény | For.   |
| ---- | ------------ | -------------- | -------- | ------ |
| 2019 | Pray for Me  | Díjazott dalok | Elnyerte | [ 29 ] |

## Camerimage
| Év   | Jelölt/Munka | Kategória                               | Eredmény | For.   |
| ---- | ------------ | --------------------------------------- | -------- | ------ |
| 2015 | Alright      | Legjobb videóklip                       | Elnyerte | [ 30 ] |
| 2015 | Alright      | Legjobb cinematográfia egy videóklipben | Elnyerte | [ 30 ] |
| 2017 | Humble       | Legjobb videóklip                       | Jelölve  | [ 31 ] |
| 2017 | Humble       | Legjobb cinematográfia egy videóklipben | Jelölve  | [ 31 ] |

## Cannes Lions Nemzetközi Kreativitási Fesztivál
| Év   | Jelölt/Munka | Kategória                  | Eredmény       | For.   |
| ---- | ------------ | -------------------------- | -------------- | ------ |
| 2018 | Humble       | Kiválóság egy videóklipben | Ezüst Oroszlán | [ 32 ] |

## Clio Awards
| Év   | Jelölt/Munka  | Kategória                            | Eredmény | For.   |
| ---- | ------------- | ------------------------------------ | -------- | ------ |
| 2017 | Element       | Arany győztes a legjobb videóklipért | Elnyerte | [ 33 ] |
| 2018 | All the Stars | Arany győztes a legjobb videóklipért | Elnyerte | [ 34 ] |
| 2018 | Pray for Me   | Ezüst győztes a legjobb videóklipért | Elnyerte | [ 34 ] |

## Critics’ Choice Movie Awards
| Év   | Jelölt/Munka                       | Kategória   | Eredmény |
| ---- | ---------------------------------- | ----------- | -------- |
| 2018 | All the Stars (a Fekete Párducból) | Legjobb dal | Jelölve  |

## D&AD Awards
| Év   | Jelölt/Munka | Kategória                   | Eredmény     | For.   |
| ---- | ------------ | --------------------------- | ------------ | ------ |
| 2018 | Humble       | Videóklip                   | Grafitceruza | [ 35 ] |
| 2018 | Element      | Videóklip                   | Faceruza     | [ 35 ] |
| 2018 | Element      | Cinematográfia videóklipben | Grafitceruza | [ 35 ] |
| 2018 | Element      | Rendezés videóklipben       | Faceruza     | [ 35 ] |
| 2018 | Element      | Vágás videóklipben          | Faceruza     | [ 35 ] |

## Danish Music Awards
| Év   | Jelölt/Munka           | Kategória               | Eredmény | For.   |
| ---- | ---------------------- | ----------------------- | -------- | ------ |
| 2013 | Good Kid, M.A.A.D City | Az év nemzetközi albuma | Jelölve  | [ 36 ] |
| 2015 | To Pimp a Butterfly    | Az év nemzetközi albuma | Elnyerte | [ 37 ] |
| 2017 | Damn                   | Az év nemzetközi albuma | Elnyerte | [ 38 ] |

## Fonogram – Magyar Zenei Díj
| Év   | Jelölt/Munka        | Kategória                                                 | Eredmény | For.   |
| ---- | ------------------- | --------------------------------------------------------- | -------- | ------ |
| 2016 | To Pimp a Butterfly | Az év külföldi rap vagy hip-hop albuma vagy hangfelvétele | Jelölve  | [ 39 ] |
| 2017 | Untitled Unmastered | Az év külföldi rap vagy hip-hop albuma vagy hangfelvétele | Jelölve  | [ 40 ] |
| 2018 | Damn                | Az év külföldi rap vagy hip-hop albuma vagy hangfelvétele | Elnyerte | [ 41 ] |
| 2019 | Black Panther       | Az év külföldi rap vagy hip-hop albuma vagy hangfelvétele | Jelölve  | [ 42 ] |

## GAFFAAwards

### GAFFAAwards (Dánia)
| Év   | Jelölt/Munka        | Kategória                 | Eredmény | For.   |
| ---- | ------------------- | ------------------------- | -------- | ------ |
| 2015 | Kendrick Lamar      | Az év nemzetközi előadója | Jelölve  | [ 43 ] |
| 2015 | To Pimp a Butterfly | Az év nemzetközi albuma   | Jelölve  | [ 43 ] |
| 2018 | Kendrick Lamar      | Az év nemzetközi előadója | Jelölve  | [ 44 ] |
| 2018 | Damn                | Az év nemzetközi albuma   | Jelölve  | [ 44 ] |

### GAFFAAwards (Norvégia)
| Év   | Jelölt/Munka   | Kategória                 | Eredmény | For.   |
| ---- | -------------- | ------------------------- | -------- | ------ |
| 2017 | Kendrick Lamar | Az év nemzetközi előadója | Elnyerte | [ 45 ] |
| 2017 | Damn           | Az év nemzetközi albuma   | Elnyerte | [ 45 ] |
| 2017 | Humble         | Az év nemzetközi dala     | Elnyerte | [ 45 ] |

### GAFFAAwards (Svédország)
| Év   | Jelölt/Munka            | Kategória                 | Eredmény |
| ---- | ----------------------- | ------------------------- | -------- |
| 2018 | Kendrick Lamar          | Az év nemzetközi előadója | Jelölve  |
| 2018 | Damn                    | Az év nemzetközi albuma   | Elnyerte |
| 2018 | Humble                  | Az év nemzetközi dala     | Jelölve  |
| 2019 | All the Stars (SZA-val) | Az év nemzetközi dala     | Jelölve  |

## Gaon Chart Awards
| Év   | Jelölt/Munka                      | Kategória             | Eredmény |
| ---- | --------------------------------- | --------------------- | -------- |
| 2016 | Don’t Wanna Know (a Maroon 5-val) | Az év nemzetközi dala | Elnyerte |

## Global Awards
| Év   | Jelölt/Munka   | Kategória                      | Eredmény |
| ---- | -------------- | ------------------------------ | -------- |
| 2018 | Kendrick Lamar | Legjobb RnB, hiphop vagy grime | Jelölve  |

## Golden Globe-díj
| Év   | Jelölt/Munka            | Kategória           | Eredmény | For.   |
| ---- | ----------------------- | ------------------- | -------- | ------ |
| 2018 | All the Stars (SZA-val) | Legjobb eredeti dal | Jelölve  | [ 46 ] |

## Grammy-díj
| Év   | Jelölt/Munka                                               | Kategória                                           | Eredmény | For.   |
| ---- | ---------------------------------------------------------- | --------------------------------------------------- | -------- | ------ |
| 2014 | Kendrick Lamar                                             | Legjobb új előadó                                   | Jelölve  | [ 47 ] |
| 2014 | Good Kid, M.A.A.D City                                     | Az év albuma                                        | Jelölve  | [ 47 ] |
| 2014 | Good Kid, M.A.A.D City                                     | Legjobb rapalbum                                    | Jelölve  | [ 47 ] |
| 2014 | How Many Drinks? (Miguellel)                               | Legjobb R&B-teljesítmény                            | Jelölve  | [ 47 ] |
| 2014 | Now or Never (Mary J. Blige-dzsal)                         | Legjobb rap/ének együttműködés                      | Jelölve  | [ 47 ] |
| 2014 | Swimming Pools (Drank)                                     | Legjobb rapteljesítmény                             | Jelölve  | [ 47 ] |
| 2014 | Fuckin’ Problems (ASAP Rockyval, Drake-kel és 2 Chainzzel) | Legjobb rapdal                                      | Jelölve  | [ 47 ] |
| 2015 | i                                                          | Legjobb rapdal                                      | Elnyerte | [ 47 ] |
| 2015 | i                                                          | Legjobb rapteljesítmény                             | Elnyerte | [ 47 ] |
| 2016 | Alright                                                    | Legjobb rapteljesítmény                             | Elnyerte | [ 47 ] |
| 2016 | Alright                                                    | Az év dala                                          | Jelölve  | [ 47 ] |
| 2016 | Alright                                                    | Legjobb videóklip                                   | Jelölve  | [ 47 ] |
| 2016 | Alright                                                    | Legjobb rapdal                                      | Elnyerte | [ 47 ] |
| 2016 | All Day (dalszerzőként)                                    | Legjobb rapdal                                      | Jelölve  | [ 47 ] |
| 2016 | These Walls (Bilallal, Anna Wise-zal és Thundercattel)     | Legjobb rap/ének együttműködés                      | Elnyerte | [ 47 ] |
| 2016 | Never Catch Me (Flying Lotusszal)                          | Legjobb dancefelvétel                               | Jelölve  | [ 47 ] |
| 2016 | Bad Blood (Taylor Swifttel)                                | Legjobb popduó vagy -együttes teljesítmény          | Jelölve  | [ 47 ] |
| 2016 | Bad Blood (Taylor Swifttel)                                | Legjobb videóklip                                   | Elnyerte | [ 47 ] |
| 2016 | To Pimp a Butterfly                                        | Legjobb rapalbum                                    | Elnyerte | [ 47 ] |
| 2016 | To Pimp a Butterfly                                        | Az év albuma                                        | Jelölve  | [ 47 ] |
| 2017 | Lemonade (közreműködő előadóként)                          | Az év albuma                                        | Jelölve  | [ 47 ] |
| 2017 | Freedom (Beyoncéval)                                       | Legjobb rap/ének együttműködés                      | Jelölve  | [ 47 ] |
| 2018 | Damn                                                       | Az év albuma                                        | Jelölve  | [ 47 ] |
| 2018 | Damn                                                       | Legjobb rapalbum                                    | Elnyerte | [ 47 ] |
| 2018 | Humble                                                     | Az év felvétele                                     | Jelölve  | [ 47 ] |
| 2018 | Humble                                                     | Legjobb rapteljesítmény                             | Elnyerte | [ 47 ] |
| 2018 | Humble                                                     | Legjobb rapdal                                      | Elnyerte | [ 47 ] |
| 2018 | Humble                                                     | Legjobb videóklip                                   | Elnyerte | [ 47 ] |
| 2018 | Loyalty (Rihannával)                                       | Legjobb rap/ének teljesítményért                    | Elnyerte | [ 47 ] |
| 2019 | Black Panther: The Album                                   | Az év albuma                                        | Jelölve  | [ 47 ] |
| 2019 | All the Stars (SZA-val)                                    | Az év felvétele                                     | Jelölve  | [ 47 ] |
| 2019 | All the Stars (SZA-val)                                    | Az év dala                                          | Jelölve  | [ 47 ] |
| 2019 | All the Stars (SZA-val)                                    | Legjobb rap/ének teljesítményért                    | Jelölve  | [ 47 ] |
| 2019 | All the Stars (SZA-val)                                    | Legjobb film‑ és más vizuális média számára írt dal | Jelölve  | [ 47 ] |
| 2019 | King’s Dead (Jay Rockkal, Future-rel és James Blake-kel)   | Legjobb rapteljesítmény                             | Elnyerte | [ 47 ] |
| 2019 | King’s Dead (Jay Rockkal, Future-rel és James Blake-kel)   | Legjobb rapdal                                      | Jelölve  | [ 47 ] |
| 2019 | Win (Jay Rockkal)                                          | Legjobb rapdal                                      | Jelölve  | [ 47 ] |
| 2022 | family ties (Baby Keemmel)                                 | Legjobb rapdal                                      | Jelölve  | [ 47 ] |
| 2022 | family ties (Baby Keemmel)                                 | Legjobb rapteljesítmény                             | Elnyerte | [ 47 ] |

## HipHopDX Awards
| Év   | Jelölt/Munka                                                     | Kategória                        | Eredmény | For.   |
| ---- | ---------------------------------------------------------------- | -------------------------------- | -------- | ------ |
| 2011 | HiiiPower                                                        | Az év versszaka                  | Elnyerte | [ 48 ] |
| 2011 | Section.80                                                       | Az év albuma                     | Elnyerte | [ 48 ] |
| 2012 | Kendrick Lamar                                                   | Az év MC-je                      | Elnyerte | [ 49 ] |
| 2012 | Good Kid, m.A.A.d City                                           | Az év albuma                     | Elnyerte | [ 49 ] |
| 2012 | Good Kid, m.A.A.d City                                           | Olvasók választása: Az év albuma | Elnyerte | [ 49 ] |
| 2013 | Kendrick Lamar                                                   | Az év MC-je                      | Elnyerte | [ 50 ] |
| 2013 | Control                                                          | Az év versszaka                  | Elnyerte | [ 50 ] |
| 2013 | Kendrick Lamar Visszaállítj a barátságos versengést a Controllal | Az év sztorija                   | Elnyerte | [ 50 ] |
| 2013 | BET Hip Hop Awards Cypher                                        | Az év freestlyle-ja              | Elnyerte | [ 50 ] |
| 2013 | U.O.E.N.O (Remix)                                                | Az év közreműködése              | Elnyerte | [ 50 ] |
| 2014 | i                                                                | Az év videója                    | Elnyerte | [ 51 ] |
| 2015 | To Pimp A Butterfly                                              | Az év albuma                     | Elnyerte | [ 52 ] |
| 2015 | Kendrick Lamar                                                   | Az év MC-je                      | Elnyerte | [ 52 ] |
| 2015 | Alright                                                          | Az év videója                    | Elnyerte | [ 52 ] |
| 2017 | Damn                                                             | Az év rapalbuma                  | Elnyerte | [ 53 ] |
| 2017 | Kendrick Lamar                                                   | Az év rappere                    | Elnyerte | [ 53 ] |
| 2017 | Duckworth.                                                       | Az év legjobb dala               | Elnyerte | [ 53 ] |
| 2017 | Humble.                                                          | Az év videója                    | Elnyerte | [ 53 ] |

## Hollywood Music in Media Awards
| Év   | Jelölt/Munka             | Kategória                               | Eredmény |
| ---- | ------------------------ | --------------------------------------- | -------- |
| 2018 | All the Stars            | Eredeti dal – Sci-fi/Fantasy/Horrorfilm | Elnyerte |
| 2018 | Black Panther: The Album | Filmzenei album                         | Elnyerte |

## Houston Film Critics Society
| Év   | Jelölt/Munka  | Kategória           | Eredmény |
| ---- | ------------- | ------------------- | -------- |
| 2018 | All the Stars | Legjobb Eredeti dal | Jelölve  |

## iHeartRadio Music Awards
| Év   | Jelölt/Munka                      | Kategória            | Eredmény | For.   |
| ---- | --------------------------------- | -------------------- | -------- | ------ |
| 2016 | Bad Blood (Taylor Swifttel)       | Legjobb közreműködés | Jelölve  | [ 54 ] |
| 2018 | Don’t Wanna Know (a Maroon 5-val) | Legjobb közreműködés | Jelölve  | [ 55 ] |
| 2018 | Humble                            | Az év hiphopdala     | Jelölve  | [ 55 ] |
| 2018 | Kendrick Lamar                    | Az év hiphopelőadója | Elnyerte | [ 55 ] |
| 2018 | Damn                              | Az év hiphopalbuma   | Elnyerte | [ 56 ] |
| 2019 | Kendrick Lamar                    | Az év férfi előadója | Jelölve  | [ 57 ] |
| 2019 | Kendrick Lamar                    | Az év hiphopelőadója | Jelölve  | [ 57 ] |

## Juno Award
| Év   | Jelölt/Munka | Kategória               | Eredmény |
| ---- | ------------ | ----------------------- | -------- |
| 2018 | Damn         | Az év nemzetközi albuma | Elnyerte |
| 2019 | Pray for Me  | Az év kislemeze         | Jelölve  |

## London International Awards
| Év   | Jelölt/Munka  | Kategória                    | Eredmény |
| ---- | ------------- | ---------------------------- | -------- |
| 2018 | All the Stars | Videóklip: Legjobb videóklip | Jelölve  |
| 2018 | All the Stars | Videóklip: Cinematográfia    | Jelölve  |
| 2018 | All the Stars | Videóklip: Vizuális effektek | Bronz    |

## MOBO Awards
| Év   | Jelölt/Munka        | Kategória                | Eredmény | For.   |
| ---- | ------------------- | ------------------------ | -------- | ------ |
| 2013 | Kendrick Lamar      | Nemzetközi előadó        | Elnyerte | [ 58 ] |
| 2015 | To Pimp A Butterfly | Legjobb nemzetközi album | Jelölve  | [ 59 ] |
| 2017 | Kendrick Lamar      | Nemzetközi előadó        | Jelölve  | [ 60 ] |

## MTV Awards

### MTV Video Music Awards
| Év   | Jelölt/Munka                                               | Kategória                  | Eredmény | For.                 |
| ---- | ---------------------------------------------------------- | -------------------------- | -------- | -------------------- |
| 2013 | Fuckin’ Problems (ASAP Rockyval, Drake-kel és 2 Chainzzel) | Legjobb hiphopvideó        | Jelölve  | [ 61 ]               |
| 2013 | Swimming Pools (Drank)                                     | Legjobb hiphopvideó        | Jelölve  | [ 61 ]               |
| 2013 | Swimming Pools (Drank)                                     | Legjobb férfi videó        | Jelölve  | [ 61 ]               |
| 2015 | Alright                                                    | Az év videója              | Jelölve  | [ 62 ] [ 63 ] [ 64 ] |
| 2015 | Alright                                                    | Legjobb férfi videó        | Jelölve  | [ 62 ] [ 63 ] [ 64 ] |
| 2015 | Alright                                                    | Legjobb hiphopvideó        | Jelölve  | [ 62 ] [ 63 ] [ 64 ] |
| 2015 | Alright                                                    | Legjobb rendezés           | Elnyerte | [ 62 ] [ 63 ] [ 64 ] |
| 2015 | Bad Blood (Taylor Swifttel)                                | Az év videója              | Elnyerte | [ 62 ] [ 63 ] [ 64 ] |
| 2015 | Bad Blood (Taylor Swifttel)                                | Legjobb közreműködés       | Elnyerte | [ 62 ] [ 63 ] [ 64 ] |
| 2015 | Bad Blood (Taylor Swifttel)                                | Legjobb rendezés           | Jelölve  | [ 62 ] [ 63 ] [ 64 ] |
| 2015 | Bad Blood (Taylor Swifttel)                                | Legjobb speciális effektek | Jelölve  | [ 62 ] [ 63 ] [ 64 ] |
| 2015 | Bad Blood (Taylor Swifttel)                                | Legjobb művészi rendezés   | Jelölve  | [ 62 ] [ 63 ] [ 64 ] |
| 2015 | Bad Blood (Taylor Swifttel)                                | Legjobb vágás              | Jelölve  | [ 62 ] [ 63 ] [ 64 ] |
| 2015 | Bad Blood (Taylor Swifttel)                                | Legjobb operatőr           | Jelölve  | [ 62 ] [ 63 ] [ 64 ] |
| 2015 | Never Catch Me (Flying Lotusszal)                          | Legjobb operatőr           | Elnyerte | [ 62 ] [ 63 ] [ 64 ] |
| 2015 | Never Catch Me (Flying Lotusszal)                          | Legjobb koreográfia        | Jelölve  | [ 62 ] [ 63 ] [ 64 ] |
| 2016 | Freedom (Beyoncéval)                                       | Legjobb közreműködés       | Jelölve  | [ 65 ]               |
| 2017 | Humble                                                     | Az év videója              | Elnyerte | [ 66 ]               |
| 2017 | Humble                                                     | Legjobb hiphopvideó        | Elnyerte | [ 66 ]               |
| 2017 | Humble                                                     | Legjobb operatőr           | Elnyerte | [ 66 ]               |
| 2017 | Humble                                                     | Legjobb rendezés           | Elnyerte | [ 66 ]               |
| 2017 | Humble                                                     | Legjobb művészi rendezés   | Elnyerte | [ 66 ]               |
| 2017 | Humble                                                     | Legjobb speciális effektek | Elnyerte | [ 66 ]               |
| 2017 | Humble                                                     | Legjobb koreográfia        | Jelölve  | [ 66 ]               |
| 2017 | Kendrick Lamar                                             | Az év előadója             | Jelölve  | [ 66 ]               |
| 2018 | All the Stars                                              | Legjobb speciális effektek | Elnyerte | [ 67 ]               |
| 2019 | Tints (Anderson .Paakkal)                                  | Legjobb vágás              | Jelölve  | [ 68 ]               |
| 2019 | Tints (Anderson .Paakkal)                                  | Legjobb operatőr           | Jelölve  | [ 68 ]               |

### MTV Europe Music Awards
| Év   | Jelölt/Munka                | Kategória               | Eredmény | For.   |
| ---- | --------------------------- | ----------------------- | -------- | ------ |
| 2015 | Bad Blood (Taylor Swifttel) | Legjobb dal             | Elnyerte | [ 69 ] |
| 2015 | Bad Blood (Taylor Swifttel) | Legjobb videó           | Jelölve  | [ 69 ] |
| 2015 | Bad Blood (Taylor Swifttel) | Legjobb közreműködés    | Jelölve  | [ 69 ] |
| 2015 | Alright                     | Legjobb videó           | Jelölve  | [ 69 ] |
| 2015 | Kendrick Lamar              | Legjobb hiphop          | Jelölve  | [ 69 ] |
| 2015 | Kendrick Lamar              | Legjobb amerikai előadó | Jelölve  | [ 69 ] |
| 2017 | Kendrick Lamar              | Legjobb előadó          | Jelölve  | [ 70 ] |
| 2017 | Kendrick Lamar              | Legjobb hiphop          | Jelölve  | [ 70 ] |
| 2017 | Kendrick Lamar              | Legjobb amerikai előadó | Jelölve  | [ 70 ] |
| 2017 | Humble                      | Legjobb videó           | Elnyerte | [ 70 ] |

### MTV Video Music Awards Japan
| Év   | Jelölt/Munka                                               | Kategória           | Eredmény |
| ---- | ---------------------------------------------------------- | ------------------- | -------- |
| 2013 | Fuckin’ Problems (ASAP Rockyval, Drake-kel és 2 Chainzzel) | Legjobb hiphopvideó | Elnyerte |
| 2013 | Swimming Pools (Drank)                                     | Legjobb hiphopvideó | Jelölve  |

### MTVU Woodie Awards
| Év   | Jelölt/Munka   | Kategória       | Eredmény |
| ---- | -------------- | --------------- | -------- |
| 2012 | Y.H.N.I.C      | Breaking Woodie | Jelölve  |
| 2013 | Kendrick Lamar | Az év Woodie-ja | Jelölve  |

## Much Music Video Awards
| Év   | Jelölt/Munka                              | Kategória                                     | Eredmény | For.   |
| ---- | ----------------------------------------- | --------------------------------------------- | -------- | ------ |
| 2015 | i                                         | Legjobb nemzetközi videó                      | Jelölve  | [ 71 ] |
| 2017 | Kendrick Lamar                            | Az év nemzetközi előadója                     | Jelölve  | [ 72 ] |
| 2017 | Kendrick Lamar                            | Legizgalmasabb nemzetközi előadó vagy csoport | Jelölve  | [ 72 ] |
| 2018 | Kendrick Lamar                            | Legjobb hiphopelőadó vagy csoport             | Jelölve  | [ 73 ] |
| 2018 | Pray For Me (The Weeknd közreműködésével) | Legjobb közreműködés                          | Jelölve  | [ 73 ] |
| 2018 | All The Stars (SZA közreműködésével)      | Legjobb közreműködés                          | Jelölve  | [ 73 ] |

## Myx Music Award
| Év   | Jelölt/Munka                | Kategória                | Eredmény |
| ---- | --------------------------- | ------------------------ | -------- |
| 2016 | Bad Blood (Taylor Swifttel) | Kedvenc nemzetközi videó | Elnyerte |

## NAACP Image Awards
| Év   | Jelölt/Munka                                        | Kategória                                                    | Eredmény | For.   |
| ---- | --------------------------------------------------- | ------------------------------------------------------------ | -------- | ------ |
| 2015 | Kendrick Lamar                                      | Kiemelkedő férfi előadó                                      | Jelölve  | [ 74 ] |
| 2015 | i                                                   | Kiemelkedő videóklip                                         | Jelölve  | [ 74 ] |
| 2015 | i                                                   | Kiemelkedő dal                                               | Jelölve  | [ 74 ] |
| 2016 | Kendrick Lamar                                      | Kiemelkedő férfi előadó                                      | Jelölve  | [ 75 ] |
| 2017 | Freedom (Beyoncéval)                                | Kiemelkedő duó, csoport vagy közreműködés                    | Elnyerte | [ 76 ] |
| 2017 | Freedom (Beyoncéval)                                | Kiemelkedő dal, kortárs                                      | Elnyerte | [ 76 ] |
| 2017 | untitled unmastered.                                | Kiemelkedő album                                             | Jelölve  | [ 76 ] |
| 2017 | Kendrick Lamar                                      | Kiemelkedő férfi előadó                                      | Jelölve  | [ 76 ] |
| 2018 | Kendrick Lamar                                      | Kiemelkedő férfi előadó                                      | Jelölve  | [ 77 ] |
| 2018 | Loyalty (Rihannával)                                | Kiemelkedő duó, csoport vagy közreműködés                    | Elnyerte | [ 77 ] |
| 2018 | Humble                                              | Kiemelkedő dal, kortárs                                      | Elnyerte | [ 77 ] |
| 2018 | Damn                                                | Kiemelkedő album                                             | Elnyerte | [ 77 ] |
| 2019 | Kendrick Lamar (a Power, 5. évadjában)              | Kiemelkedő vendégszereplés egy komédia- vagy drámasorozatban | Jelölve  | [ 78 ] |
| 2019 | All The Stars (SZA-val)                             | Kiemelkedő duó, csoport vagy közreműködés                    | Elnyerte | [ 78 ] |
| 2019 | All The Stars (SZA-val)                             | Kiemelkedő videóklip/Vizuális album                          | Jelölve  | [ 78 ] |
| 2019 | Black Panther: The Album Music From and Inspired By | Kiemelkedő filmzene/válogatás                                | Elnyerte | [ 78 ] |

## Nickelodeon Kids’ Choice Awards
| Év   | Jelölt/Munka                | Kategória            | Eredmény | For.   |
| ---- | --------------------------- | -------------------- | -------- | ------ |
| 2016 | Bad Blood (Taylor Swifttel) | Az év kedvenc dala   | Jelölve  | [ 79 ] |
| 2016 | Bad Blood (Taylor Swifttel) | Kedvenc közreműködés | Jelölve  | [ 79 ] |
| 2018 | Kendrick Lamar              | Kedvenc férfi előadó | Jelölve  | [ 80 ] |
| 2018 | Humble                      | Kedvenc dal          | Jelölve  | [ 80 ] |

## NME Awards
| Év   | Jelölt/Munka        | Kategória                      | Eredmény | For.   |
| ---- | ------------------- | ------------------------------ | -------- | ------ |
| 2016 | Kendrick Lamar      | Legjobb nemzetközi szólóelőadó | Jelölve  | [ 81 ] |
| 2016 | To Pimp a Butterfly | Legjobb album                  | Jelölve  | [ 81 ] |
| 2018 | Kendrick Lamar      | Legjobb nemzetközi szólóelőadó | Jelölve  | [ 82 ] |
| 2018 | Humble              | Legjobb dal                    | Jelölve  | [ 82 ] |

## NRJ Music Awards
| Év   | Jelölt/Munka                | Kategória     | Eredmény | For.   |
| ---- | --------------------------- | ------------- | -------- | ------ |
| 2015 | Bad Blood (Taylor Swifttel) | Az év videója | Elnyerte | [ 83 ] |

## Oscar-díj
| Év   | Jelölt/Munka  | Kategória           | Eredmény |
| ---- | ------------- | ------------------- | -------- |
| 2019 | All the Stars | Legjobb eredeti dal | Jelölve  |

## PLAY – Portugál Zenei Díj
| Év   | Jelölt/Munka   | Kategória                 | Eredmény | For. |
| ---- | -------------- | ------------------------- | -------- | ---- |
| 2019 | All the Stars  | Legjobb nemzetközi dal    | Elnyerte |      |
| 2019 | Kendrick Lamar | Legjobb nemzetközi előadó | Elnyerte |      |

## People’s Choice Awards
| Év   | Jelölt/Munka                | Kategória            | Eredmény | For.   |
| ---- | --------------------------- | -------------------- | -------- | ------ |
| 2016 | Kendrick Lamar              | Kedvenc hiphopelőadó | Jelölve  | [ 84 ] |
| 2016 | Bad Blood (Taylor Swifttel) | Kedvenc dal          | Jelölve  | [ 84 ] |
| 2017 | Kendrick Lamar              | Kedvenc hiphopelőadó | Jelölve  | [ 85 ] |

## Pulitzer-díj
| Év   | Jelölt/Munka | Kategória            | Eredmény | For.   |
| ---- | ------------ | -------------------- | -------- | ------ |
| 2018 | Damn         | Pulitzer-díj Zenéért | Elnyerte | [ 86 ] |

## Q Awards
| Év   | Jelölt/Munka   | Kategória                         | Eredmény | For.   |
| ---- | -------------- | --------------------------------- | -------- | ------ |
| 2017 | Humble         | Legjobb szám                      | Jelölve  | [ 87 ] |
| 2017 | Damn           | Legjobb album                     | Jelölve  | [ 87 ] |
| 2018 | Kendrick Lamar | A világ legjobb előadója jelenleg | Jelölve  | [ 88 ] |

## RTHK International Pop Poll Awards
| Év   | Jelölt/Munka          | Kategória                        | Eredmény |
| ---- | --------------------- | -------------------------------- | -------- |
| 2017 | The Greatest (Siával) | Tíz legjobb nemzetközi arany dal | Jelölve  |

## Satellite Awards
| Év   | Jelölt/Munka                       | Kategória           | Eredmény |
| ---- | ---------------------------------- | ------------------- | -------- |
| 2019 | All the Stars (a Fekete Párducból) | Legjobb eredeti dal | Jelölve  |

## Soul Train Music Awards
| Év   | Jelölt/Munka                             | Kategória                | Eredmény | For.   |
| ---- | ---------------------------------------- | ------------------------ | -------- | ------ |
| 2013 | Kendrick Lamar                           | Legjobb új előadó        | Jelölve  | [ 89 ] |
| 2013 | Good Kid, M.A.A.D City                   | Az év albuma             | Elnyerte | [ 89 ] |
| 2013 | How Many Drinks? (Miguellel)             | Legjobb közreműködés     | Jelölve  | [ 89 ] |
| 2013 | Poetic Justice (Drake közreműködésével)  | Az év legjobb hiphopdala | Jelölve  | [ 89 ] |
| 2013 | Poetic Justice (Drake közreműködésével)  | Az év dala               | Jelölve  | [ 89 ] |
| 2013 | Poetic Justice (Drake közreműködésével)  | Az év videója            | Jelölve  | [ 89 ] |
| 2015 | Alright                                  | Az év legjobb hiphopdala | Elnyerte | [ 90 ] |
| 2015 | Alright                                  | Az év videója            | Jelölve  | [ 90 ] |
| 2016 | Freedom (Beyoncé közreműködésével)       | Legjobb közreműködés     | Jelölve  | [ 91 ] |
| 2017 | Humble                                   | Rhythm & Bars-díj        | Jelölve  | [ 92 ] |
| 2018 | Doves in the Wind (SZA közreműködésével) | Legjobb közreműködés     | Jelölve  |        |

## Spike Video Game Awards
| Év   | Jelölt/Munka | Kategória                | Eredmény | For.   |
| ---- | ------------ | ------------------------ | -------- | ------ |
| 2013 | A.D.H.D.     | Legjobb dal egy játékban | Jelölve  | [ 93 ] |

## Tec Awards
| Év   | Jelölt/Munka | Kategória                                           | Eredmény | For.   |
| ---- | ------------ | --------------------------------------------------- | -------- | ------ |
| 2017 | Damn         | Kiemelkedő kreatív mérföldkő: Produceri munka/Album | Jelölve  | [ 94 ] |

## Teen Choice Awards
| Év   | Jelölt/Munka                      | Kategória                     | Eredmény | For.   |
| ---- | --------------------------------- | ----------------------------- | -------- | ------ |
| 2015 | Bad Blood (Taylor Swifttel)       | Choice Zene: Szakítós dal     | Elnyerte | [ 95 ] |
| 2015 | Bad Blood (Taylor Swifttel)       | Choice Zene: A nyár dala      | Jelölve  | [ 95 ] |
| 2015 | Bad Blood (Taylor Swifttel)       | Choice Zene: Közreműködés     | Elnyerte | [ 95 ] |
| 2017 | Kendrick Lamar                    | Choice Zene: R&B/hiphopelőadó | Jelölve  | [ 96 ] |
| 2018 | All The Stars (SZA-val)           | Choice Zene: R&B/hiphopdal    | Jelölve  | [ 97 ] |
| 2018 | LOVE. (Zacarival)                 | Choice Dal: Férfi előadó      | Jelölve  | [ 97 ] |
| 2018 | Pray For Me (The Weeknddel)       | Choice Zene: Közreműködés     | Jelölve  | [ 97 ] |
| 2018 | The Championship Tour (a TDE-vel) | Choice Zene: Nyári turné      | Jelölve  | [ 97 ] |

## Telehit Awards
| Év   | Jelölt/Munka                | Kategória     | Eredmény | For.   |
| ---- | --------------------------- | ------------- | -------- | ------ |
| 2015 | Bad Blood (Taylor Swifttel) | Az év videója | Elnyerte | [ 98 ] |

## UK Music Video Awards
| Év   | Jelölt/Munka                      | Kategória                           | Eredmény | For.   |
| ---- | --------------------------------- | ----------------------------------- | -------- | ------ |
| 2015 | Alright                           | Az év videója                       | Elnyerte | [ 99 ] |
| 2015 | Alright                           | Legjobb urban videó – Nemzetközi    | Elnyerte | [ 99 ] |
| 2015 | Alright                           | Legjobb cinematográfia              | Elnyerte | [ 99 ] |
| 2015 | Never Catch Me (Flying Lotusszal) | Legjobb alternatív videó            | Elnyerte | [ 99 ] |
| 2015 | Never Catch Me (Flying Lotusszal) | Legjobb koreográfia egy videóban    | Jelölve  | [ 99 ] |
| 2015 | Kendrick Lamar                    | Legjobb előadó                      | Jelölve  | [ 99 ] |
| 2017 | Kendrick Lamar                    | Legjobb előadó                      | Elnyerte | [ 99 ] |
| 2017 | Humble                            | Legjobb urban videó – Nemzetközi    | Jelölve  | [ 99 ] |
| 2017 | Humble                            | Vevo MUST SEE-díj                   | Jelölve  | [ 99 ] |
| 2017 | Humble                            | Legjobb design egy videóban         | Jelölve  | [ 99 ] |
| 2017 | Element                           | Legjobb urban videó – Nemzetközi    | Jelölve  | [ 99 ] |
| 2017 | Element                           | Legjobb styling egy videóban        | Jelölve  | [ 99 ] |
| 2017 | Element                           | Legjobb cinematográfia egy videóban | Jelölve  | [ 99 ] |
| 2018 | All the Stars                     | Legjobb urban videó – Nemzetközi    | Jelölve  | [ 99 ] |

## Variety Hitmakers Awards
| Év   | Jelölt/Munka   | Kategória            | Eredmény | For.    |
| ---- | -------------- | -------------------- | -------- | ------- |
| 2017 | Kendrick Lamar | Az év slágergyártója | Elnyerte | [ 100 ] |

## Webby Awards
| Év   | Jelölt/Munka                          | Kategória                      | Eredmény | For.    |
| ---- | ------------------------------------- | ------------------------------ | -------- | ------- |
| 2017 | Swimming Pools (Drank) (Film & Video) | Legjobb videóremixek/keverékek | Elnyerte | [ 101 ] |

## World Soundtrack Awards
| Év   | Jelölt/Munka  | Kategória                                              | Eredmény | For.    |
| ---- | ------------- | ------------------------------------------------------ | -------- | ------- |
| 2018 | Black Panther | Legjobb eredeti dal, amelyet közvetlenül filmhez írtak | Elnyerte | [ 102 ] |

## XXLAwards
| Év   | Jelölt/Munka                                                     | Kategória                                    | Eredmény | For.    |
| ---- | ---------------------------------------------------------------- | -------------------------------------------- | -------- | ------- |
| 2013 | Kendrick Lamar                                                   | Az év rappere                                | Elnyerte | [ 103 ] |
| 2013 | Good Kid, M.A.A.D City                                           | Az év albuma                                 | Elnyerte | [ 103 ] |
| 2013 | Good Kid, M.A.A.D City                                           | Legjobb debütáló album                       | Elnyerte | [ 103 ] |
| 2013 | Kendrick Lamar                                                   | Az év áttörő előadója                        | Jelölve  | [ 103 ] |
| 2013 | The Recipe (Remix) (Jay Rockkal, Schoolboy Q-val, és Ab-Soullal) | Legjobb remix                                | Jelölve  | [ 103 ] |
| 2013 | Power Circle (Gunplay-jel, Stalleyvel, Wale-lel és Meek Millel)  | Legjobb Posse Cut                            | Jelölve  | [ 103 ] |
| 2013 | F**kin’ Problems (A$AP Rockyval, Drake-kel és 2 Chainzzel)       | Legjobb Posse Cut                            | Jelölve  | [ 103 ] |
| 2013 | Blessed (Schoolboy Q-val)                                        | Legjobb vendégszereplés egy hiphopfelvételen | Jelölve  | [ 103 ] |

## YouTube Music Awards
| Év   | Jelölt/Munka   | Kategória            | Eredmény | For.    |
| ---- | -------------- | -------------------- | -------- | ------- |
| 2013 | Kendrick Lamar | YouTube áttörés      | Jelölve  | [ 104 ] |
| 2015 | Kendrick Lamar | 50 feltörekvő előadó | Elnyerte | [ 105 ] |